# Curtiss SO3C Seamew
Curtiss SO3C Seamew là một loại thủy phi cơ do hãng Curtiss-Wright Corporation phát triển nhằm thay thế cho loại thủy phi cơ trinh sát tiêu chuẩn SOC Seagull của Hải quân Hoa Kỳ. Curtiss đặt tên cho SO3C là Seamew nhưng vào năm 1941, Hải quân Hoa Kỳ bắt đầu gọi nó là Seagull, nên gây ra vài sự nhầm lẫn.

## Biến thể
XSO3C-1
Mẫu thử, 1 chiếc.
S03C-1
Phiên bản sản xuất, 141 chiếc.
S03C-1K
SO3C-1 hoán cải thành bia bay, Hải quân Hoàng gia Anh gọi là Queen Seamew I.
SO3C-2
Giống với SO3C-1, 200 chiếc.
SO3C-2C
Biến thể SO3C-2 thuộc chương trình Vay-Thuê với hệ thống điện đài cải tiến và hệ thống điện 24V, trang bị cho Hải quân Hoàng gia Anh với tên gọi Seamew I, 259 chiếc được đặt hàng nhưng chỉ có 59 chiếc được chế tạo.
SO3C-3
Phiên bản giảm trọng lượng, 39 chiếc.
SO3C-4
Phiên bản đề xuất của SO3C-3, không chế tạo.
SO3C-4B
Phiên bản thuộc chương trình Vay-Thuê của SO3C-4 trang bị cho Hải quân Hoàng gia Anh với tên gọi Seamew II, không chế tạo.

## Quốc gia sử dụng
United Kingdom

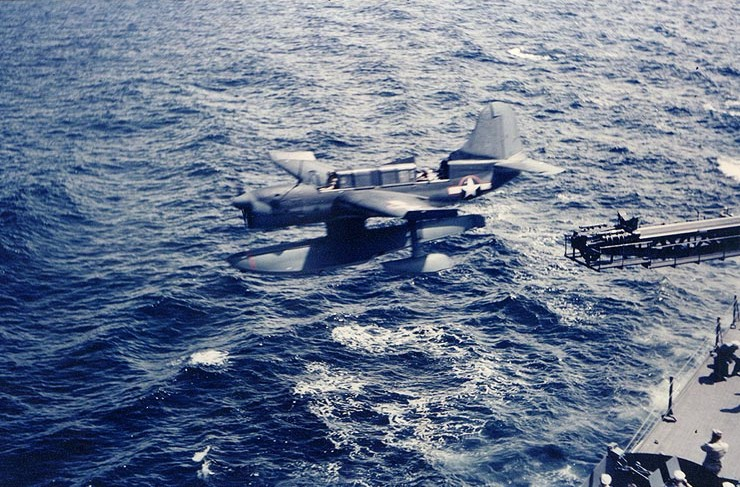
SO3C-3 phóng đi từ tàu USS Biloxi, tháng 10 năm 1943.

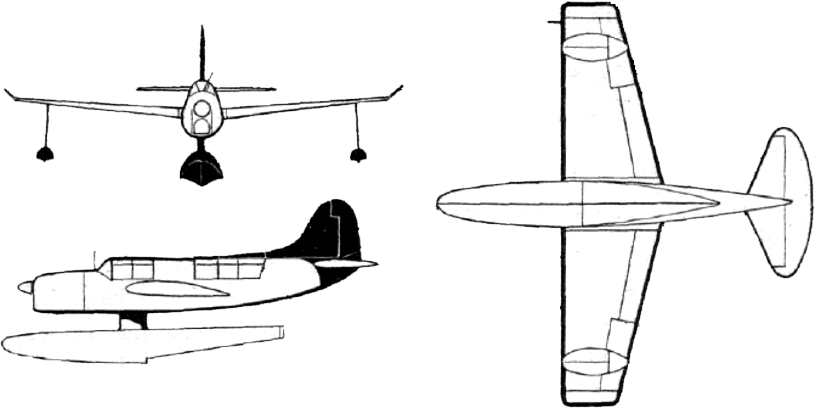

- Hải quân Hoàng gia, Không quân Hải quân Hoàng gia

 Hoa Kỳ
- Hải quân Hoa Kỳ

## Tính năng kỹ chiến thuật (SO3C-2)
Dữ liệu lấy từ American Warplanes of World War II

### Đặc điểm riêng
- Tổ lái: 2
- Chiều dài: 36 ft 10 in (11.23 m)
- Sải cánh: 38 ft 0 in (11.58 m)
- Chiều cao: 15 ft 0 in (4.57 m)
- Diện tích cánh: 290 ft² (26.9 m²)
- Trọng lượng rỗng: 4,284 lb (1,943 kg)
- Trọng lượng cất cánh tối đa: 5,729 lb (2,599 kg)
- Động cơ: 1 × Ranger XV-770-8, 600 hp (447 kW)

### Hiệu suất bay
- Vận tốc cực đại: 172 mph (150 kn, 277 km/h)
- Vận tốc hành trình: 123 mph (107 kn, 210 km/h)
- Tầm bay: 1,150 mi (1,000 nmi, 1,851 km)
- Trần bay: 15,800 ft (4,815 m)
- Thời gian bay: 8 giờ
- Lực nâng của cánh: 19.8 lb/ft² (9.66 kg/m²)
- Lực đẩy/trọng lượng: 0.10 hp/lb (0.17 kW/kg)

### Vũ khí
- Súng: 1× súng máy M1919 Browning 0.30 in (7,62 mm) và 1× súng máy M2 Browning 0.50 in (12,7 mm)
- Bom: 2 quả bom 100 lb (45 kg) hoặc 325 lb (147 kg) bom chống ngầm